# Van Jacobson
Pour les articles homonymes, voir Jacobson.
Van Jacobson est l'un des contributeurs principaux aux protocoles TCP/IP qui sont à la base d'Internet. Ses contributions ont consisté à l'amélioration des performances.
Il est employé par Xerox PARC depuis 2006 et est également Chief Scientist de Packet Design. Il était auparavant employé par Cisco et dirigeait la recherche au Laboratoire national Lawrence-Berkeley.
Jacobson est à l'origine de l'algorithme TCP d'évitement de congestion qui porte son nom. Il est également l'auteur de la compression des en-têtes décrite dans la RFC 1144 qui améliore la performance sur les liens à bas débit. Il a également coécrit quelques programmes utilitaires courants comme traceroute, tcpdump ou pathchar.
En 2001, Van Jacobson a reçu le prix ACM SIGCOMM. En 2003, il se voit décerner le prix IEEE Koji Kobayashi Computers and Communications et est élu à l'Académie nationale d'ingénierie américaine en 2006.
En 2012, il entre au temple de la renommée d'Internet, dans la catégorie des innovateurs.